# Quận Cook, Illinois
Quận Cook là một quận thuộc tiểu bang Illinois, Hoa Kỳ.
Quận này được đặt tên theo Daniel Cook. Theo điều tra dân số của Cục điều tra dân số Hoa Kỳ năm 2008, quận có dân số 5.229.664 người. Quận lỵ đóng ở Chicago.

## Địa lý
Theo Cục điều tra dân số Hoa Kỳ, quận có diện tích 4235 km2, trong đó có 1785 km2 là diện tích mặt nước.

## Thông tin nhân khẩu
Theo điều tra dân số năm 2000, 2 có 5.376.741 người, 1.974.181 hộ gia đình, và 1.269.398 gia đình sống trong quận hạt. Mật độ dân số là 5.686 người trên một dặm Anh vuông (2.195 / km ²). Có 2.096.121 đơn vị nhà ở với mật độ trung bình là 2.216 cho mỗi dặm Anh vuông (856/km ²). Cơ cấu chủng tộc của dân cư sinh sống trong quận bao gồm 56,27% người da trắng, 26,14% da đen hay Mỹ gốc Phi, 0,29% người Mỹ bản xứ, 4,84% châu Á, Thái Bình Dương 0,05%, 9,88% từ các chủng tộc khác, và 2,53% từ hai hoặc nhiều chủng tộc. 19,93% dân số là người Hispanic hay Latino thuộc một chủng tộc nào. 9,1% là của Ba Lan, Đức 8,1%, Ailen 7,9% và 5,7% gốc Ý theo điều tra dân số năm 2000. 17,63% được báo cáo nói tiếng Tây Ban Nha tại nhà;. 3,13% nói tiếng Ba Lan [14]
Theo 2006-2008 American Community Survey, người Mỹ da trắng chiếm 52,9% dân số của quận Cook, người da trắng không phải gốc Tây Ban Nha đại diện cho 44,9% dân số. Người Mỹ da đen chiếm 25,4% dân số. Thổ dân châu Mỹ chiếm 0,2% dân số của Cook County. Người Mỹ gốc Á chiếm 5,7% dân số. Đảo Thái Bình Dương Mỹ đã lên chỉ 0,1% dân số. Cá nhân thuộc các chủng tộc khác chiếm 14,1% dân số; người từ hai hoặc nhiều chủng tộc đã tăng 1,6% dân số của quận. Gốc Tây Ban Nha và châu Mỹ La Tinh (của bất kỳ chủng tộc) đã lên 22,8% dân số của Cook County.
Phần lớn dân số trắng là người gốc Đức (11,4%), Ailen (10,3%), Ba Lan (9,7%), Ý (6,1%), và tiếng Anh (3,3%) gốc. Có một số lượng khá lớn của Thụy Điển (1,5%), Nga (1,5%), Pháp (1,3%), người Hy Lạp (1,2%), Czech (1,0%), Hà Lan (1,0%), Lithuania (0,9%), Na Uy (0,8 %), và Scotland (0,8%).
Người Mỹ da đen là những nhóm chủng tộc lớn thứ hai. Mẫu người Mỹ da đen hơn một phần tư (25,4%) dân số của Cook County. Người da đen của mẫu không có nguồn gốc Tây Ban Nha 25,2% dân số; đen gốc Tây Ban Nha chiếm 0,2% còn lại của dân chúng. Có khoảng 1.341.000 người Mỹ gốc Phi của cả hai nguồn gốc Tây Ban Nha và Tây Ban Nha không phải sống ở Cook County; 1.328.000 là người da đen không phải gốc Tây Ban Nha. Khoảng 52.500 cá nhân được hạ Sahara của châu Phi tổ tiên, chiếm 1,0% tổng dân số.
Thổ dân châu Mỹ là khá lớn về số lượng nhưng nhỏ trong tỷ lệ phần trăm dân số. Hơn 10.200 cư dân của Cook County là di sản người Mỹ bản xứ, tương đương với chỉ 0,2% tổng dân số. Có 974 Cherokee, 612 Chippewa, 430 Navajo, và 96 sinh Sioux ở Cook County. Thổ dân châu Mỹ gốc Tây Ban Nha đại diện cho nhiều nhóm dân bản địa Mỹ. Một số 5.900 người Mỹ bản địa có nguồn gốc không phải gốc Tây Ban Nha, do đó, một số 4300 có nguồn gốc Tây Ban Nha. Hơn 40% của các nhóm chủng tộc thổ dân Mỹ là người gốc Tây Ban Nha.
Người Mỹ gốc Á là nhóm chủng tộc khá lớn mặc dù những con số lớn hơn của châu Phi và châu Âu Mỹ. Hơn 300.800 người Mỹ gốc châu Á sinh sống ở Cook County. Cũng giống như các dân da trắng, dân số châu Á là dân tộc đa dạng, và bao gồm khoảng 87.900 người Ấn Độ, 61.700 người Philippines, 60.700 người Hoa, Triều Tiên 35.000, 13.700 người Việt, và 11.100 người Nhật. Khoảng 30.800 cá nhân của các nhóm dân tộc châu Á, như Thái Lan, Campuchia, và Hmong. Mỹ, Ấn Độ chiếm 1,7% dân số, trong khi Trung Quốc và Philippines người Mỹ chiếm 1,2% dân số mỗi.
Người Mỹ đảo Thái Bình Dương là nhóm chủng tộc nhỏ nhất trong Cook County. Chỉ cần trên 3.000 cá nhân là di sản Thái Bình Dương. Nhóm này bao gồm khoảng 780 người Hawaii bản xứ, 670 Guamanians, 120 Samoa, và 1.400 người của các nhóm đảo Thái Bình Dương.
Theo điều tra dân số 2000 có 1.974.181 hộ, trong đó 30,9% có trẻ em dưới 18 tuổi sống chung với họ, 44,0% là đôi vợ chồng sống với nhau, 15,6% có nữ hộ và không có chồng, và 35,7% được không gia đình. 29,4% của tất cả các hộ gia đình đã được tạo ra từ các cá nhân và 9,3% có người sống một mình 65 tuổi hoặc lớn hơn. Cỡ hộ trung bình là 2,68 và cỡ gia đình trung bình là 3,38.
Tháp tuổi dân cư sinh sống trong quận với tỷ lệ như sau: 26,0% ở độ tuổi dưới 18, 9,9% 18-24, 31,7% 25-44, 20,7% từ 45 đến 64, và 11,7% từ 65 tuổi trở lên người. Độ tuổi trung bình là 34 năm. Đối với mỗi 100 nữ có 93,9 nam giới. Đối với mỗi 100 nữ 18 tuổi trở lên, có 90,5 nam giới.
Thu nhập trung bình cho một hộ gia đình trong hạt là USD 45.922, và thu nhập trung bình cho một gia đình là USD 53.784. Phái nam có thu nhập trung bình USD 40.690 so với 31.298 USD của phái nữ. Thu nhập bình quân đầu người đạt mức 23.227 USD. Có 10,6% các gia đình và 13,5% dân số sống dưới mức nghèo khổ, bao gồm 18,9% của những người dưới 18 tuổi và 10,3% của những người 65 tuổi hoặc hơn.